# Shin Ji-ho
Shin Ji-ho (kor. 신지호, * 8. März 2002) ist eine südkoreanische Tennisspielerin.

## Karriere
Shin spielt bislang vorrangig Turniere der ITF Women’s World Tennis Tour, wo sie bisher zwei Doppeltitel gewann.

## Turniersiege

### Doppel
| Nr. | Datum          | Turnier                    | Kategorie | Belag     | Partnerin      | Finalgegnerinnen                | Ergebnis  |
| --- | -------------- | -------------------------- | --------- | --------- | -------------- | ------------------------------- | --------- |
| 1.  | 29. Mai 2022   | Santa Margarida de Montbui | ITF W15   | Hartplatz | Celine Simunyu | Francesca Curmi Mihaela Đaković | 7:63, 6:3 |
| 2.  | 16. April 2023 | Telde                      | ITF W15   | Sand      | Mi Tianmi      | Giulia Crescenzi Marie Mettraux | 6:4, 6:3  |